# Hans Riddervold

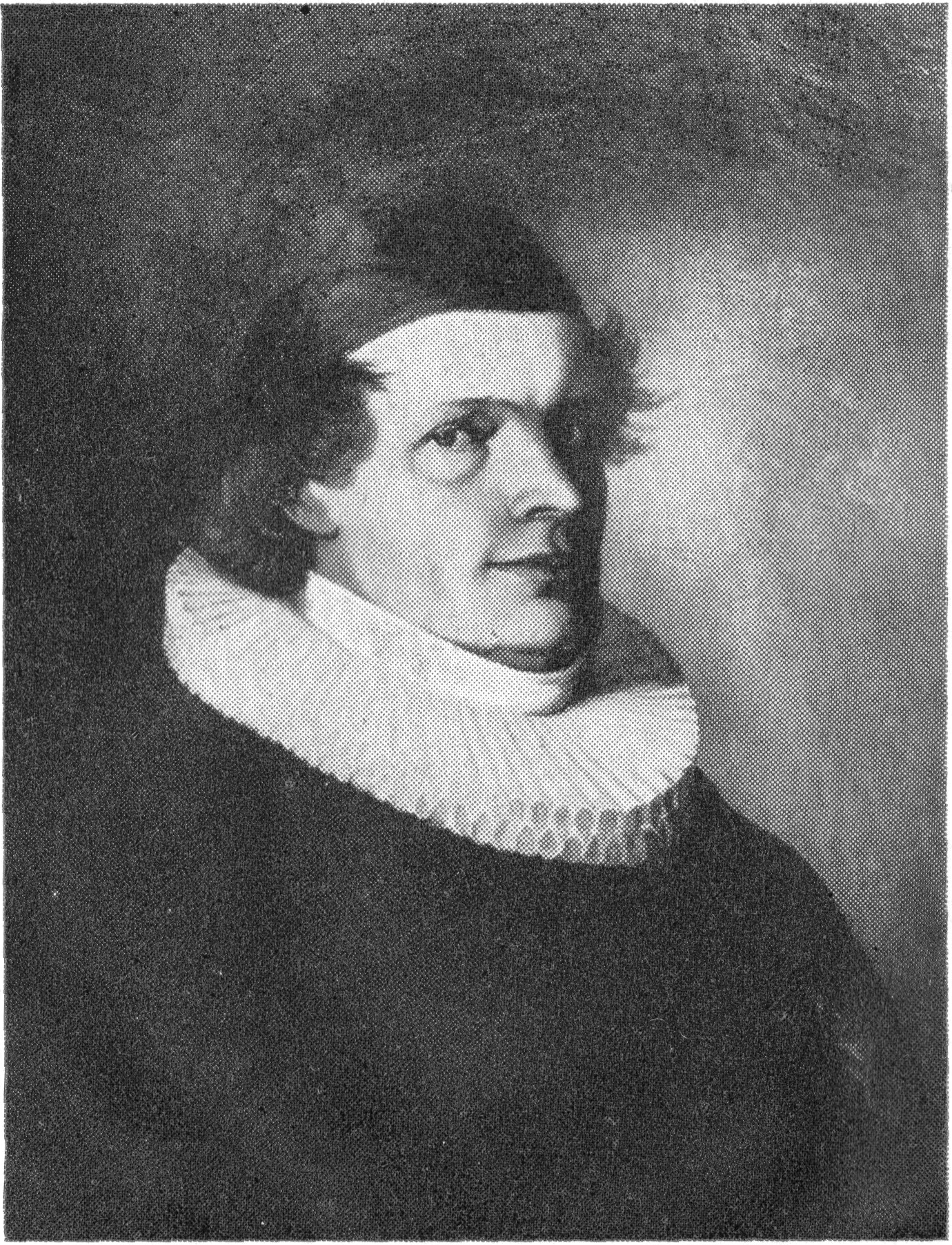
Hans Riddervold

Hans Riddervold (* 7. November 1795 in Teien bei Åsgårdstrand (heute Horten); † 20. Juli 1876 in Christiania) war ein norwegischer Pfarrer und Politiker.

## Leben
Seine Eltern waren der Kapitän Adolf Kvernheim Riddervold (1760–1817) und dessen Frau Bredine Bolette Nielsen (1773–1811). Am 23. Juni 1822 heiratete er Anna Maria Bull (12. Januar 1803–24. Juni 1870), Tochter des Kaufmanns Andreas Bull (1772–1838) und dessen Frau Marthe Smith (1774–1834).
Er war einer der zentralen Politiker ab den 1830er Jahren, bis er 1872 das Amt als Staatsrat niederlegte. Er war Präsident des Stortings und leitete das Kirchen- und Schulministerium, wo er eine Reihe Reformen durchsetzte, die die kirchliche Aufsicht über die Schulen zurückdrängten, den Stoffkatalog änderte und das Bildungsangebot für die Allgemeinheit im ganzen Land verbesserte.

### Kirchliche Laufbahn
Er ging ab 1809 auf die Kathedralschule von Christiania, bestand 1813 das Examen artium und 1819 das theologische Staatsexamen. Er gehörte zu den ersten, die dieses Examen an der Universität Christiania ablegten. Danach wurde er residierender Kaplan in Fredrikstad. Dort blieb er bis 1832. Dann wurde er Pfarrer in Fredrikshald, heute Halden. 1838 wurde er Propst in Nedre Borgesyssel. Nach einem Jahr als Pfarrer in Østre Toten wurde er Bischof des Bistums Nidaros (Trondheim). Dieses Amt bekleidete er von 1843 bis 1848.

### Politische Laufbahn
1827 wurde er als Delegierter von Fredrikstad in das Storting gewählt. Von da an war er bis 1842 mit Ausnahme einer Sitzungsperiode Abgeordneter im Storting, ab 1836 Delegierter von Fredrikshald. 1830 wurde er Vizepräsident des Stortings, dann Präsident des Odelsting, anschließend Präsident des Stortings. 1839–1840 war er Mitglied des ersten Unionsausschusses. Am 19. April 1848 wurde er zum Staatsrat des Kirchen- und Schulministeriums ernannt. Dieses Amt hatte er bis 1872 inne.

## Politik
Kirchenpolitisch war Riddervold konservativ. Als Bischof von Trondheim weigerte er sich, die Königin Joséfine in Trondheim zu krönen, da dies der Verfassung und dem Kirchenrecht widerspreche; denn sie war katholisch. So wurden weder sie, noch Oskar I. in Norwegen gekrönt. Er bekämpfte mit allen Mitteln die so genannte Lammersbewegung. Die Bestrebungen zu einer Kirchenreform in den 1850er Jahren betrachtete er mit Skepsis und als das Storting 1868 das Gesetz über die Gemeinderäte beschloss, verweigerte er die Genehmigung.
Schulpolitisch hatte er eine völlig andere Haltung. Das Gesetz von 1860 über die Volksschulen auf dem Lande war das erste seiner Reformen. Es war der erste Schritt von der Konfessionsschule zu einer allgemeinen öffentlichen Schule. Es wurden neue Fächer eingeführt, und Schwerpunkt wurde der Unterricht in der Muttersprache. Auch die umherreisenden Schulen wurden zu Gunsten von Schulen mit festem Sitz zurückgedrängt und im Laufe der 60er Jahre wurden in den Landgemeinden feste Schulgebäude errichtet. 1857 wurde die lateinische Stilkunde auf den höheren Schulen abgeschafft. 1869 wurde neben der Lateinschule die Realschule eingeführt.
Er war auch im kulturellen Leben aktiv und förderte die neue Dichtung, wie sie von Henrik Ibsen und Bjørnstjerne Bjørnson vertreten wurde. Er setzte sich auch für die Einführung des Nationalfeiertages am 17. Mai ein.
Seine letzten Jahre verbrachte er zurückgezogen in Oslo und verfasste seine Erinnerungen, die allerdings erst nach seinem Tode erschienen sind.

## Ehrungen
1859 erhielt er das Großkreuz des St.-Olav-Ordens und 1869 die höchste zivile Auszeichnung des Landes, die Borgerdådsmedaille in Gold. In Oslo ist der Riddervolds plass nach ihm benannt.